# Koszmosz–961
Koszmosz–961 (oroszul: Космос 961)  szovjet katonai űreszköz, elfogóvadász műhold.

## Küldetés
Kijelölt pályán mozogva imitálta egy ballisztikus rakéta támadásának elhárítását, ezzel segítve a radaros felderítést, a légvédelem szerves egységeinek (irányítás, riasztás, imitált elfogás és gyakorló megsemmisítés) összehangolt működését.

## Jellemzői
A Központi Mérnöki Tervezőiroda (oroszul: Центральное конструкторское бюро машиностроения – ЦКБ) tervezte és építését felügyelte. Mind az ISZ–A, mind az ISZ–P műholdakat a Cselomej vezette OKB–52 fejlesztette ki és építette meg. Üzemeltetője a moszkvai Honvédelmi Minisztérium (oroszul: Министерство обороны – MO).
Megnevezései: COSPAR: 1977-104A; SSC kódszáma: 10434.
1977. október 26-án a Bajkonuri űrrepülőtérről, a LC–90/19 indítóállásából egy Ciklon–2 (11K69) hordozórakétával juttatták alacsony Föld körüli (LEO = Low-Earth Orbit) közeli körpályára. Az orbitális egység pályája 88,5 perces, 66° hajlásszögű, elliptikus pálya perigeuma 125 kilométer, óapogeuma 302 kilométer volt.
Mind az ISZ–A (истребитель спутник-активный – ИС–А) elfogóvadász műhold. Formája hengeres, átmérője 1.5 méter, hossza 4.5 méter, hasznos tömege 3320 kilogramm. Az űreszközre 8 napelemtáblát rögzítettek, éjszakai (földárnyék) energiaellátását újratölthető kémiai akkumulátorok biztosították.
Két részből állt: 
1. fő rész: vezérlési, célzómodul; számítógép; optikai rendszer; 300 kilogrammos repeszgránát,
2. hajtóanyag (300 másodperces működéshez) és a többször újraindítható mikromotor.

1977. október 21-én az előzetesen indított Koszmosz–959-es célműholdat 1 kilométeres távolságra megközelítette, de  megsemmisítés (önmegsemmisítés) nem történt. Október 26-án 1 nap után belépett a légkörbe és megsemmisült.